# Seleção Croata de Basquetebol
A Seleção Croata de Basquetebol representa a Croácia em competições de basquetebol, uma das fortes equipes da FIBA Europa.